# Byssopeltis maranhensis
Byssopeltis maranhensis är en svampart som beskrevs av Bat., J.L. Bezerra & T.T. Barros 1970. Byssopeltis maranhensis ingår i släktet Byssopeltis och familjen Microthyriaceae.   Inga underarter finns listade i Catalogue of Life.